# Educación outreach
La educación "outreach" (outreach puede ser traducido del inglés como divulgación, promoción, pero en un sentido más específico de relacionarse con una comunidad y procurar involucrarla en una meta) es una variación del marketing de causas o filantropía estratégica y otras actividades de relaciones públicas enfocada específicamente a la educación. Una versión más específica y difundida es el outreach de ciencias.
Estos programas pueden incluir:
- Eventos comunitarios que se producen en lugares locales o en línea;
- Sensibilización, desarrollo de habilidades, y / o lecciones comportamiento que cambian los planes, actividades y / o suplementos de aula;
- Oportunidades para voluntarios
- Correo directo, publicidad, marketing en línea, y las relaciones públicas
- Concursos y premios para estudiantes o comunidades
- Asociaciones con corporaciones sin ánimo de lucro

Mientras que el marketing de causas o filantropía estratégica puede centrarse en cualquier tema e iniciativa prosocial, la educación outreach se centra principalmente en la mejora de la educación en escuelas, hogares y comunidades. Mientras una similitud con el marketing de causas es que el objetivo general (o en algunos casos el beneficio secundario) de la educación outreach casar los beneficios sociales (educativos) con beneficios específicos para el promotor de una campaña o programa de educación outreach. Esos beneficios para los patrocinadores incluyen reforzar la identidad de su marca, consolidando la buena voluntad de la comunidad, y el cumplimiento de otras misiones de la corporación u organización. A menudo, estos patrocinadores son grandes empresas, pero las organizaciones sin fines de lucro, entidades gubernamentales, y asociaciones comerciales también pueden participar y patrocinar programas de outreach educativo.